# 더글러스 알렉산더 그레이엄

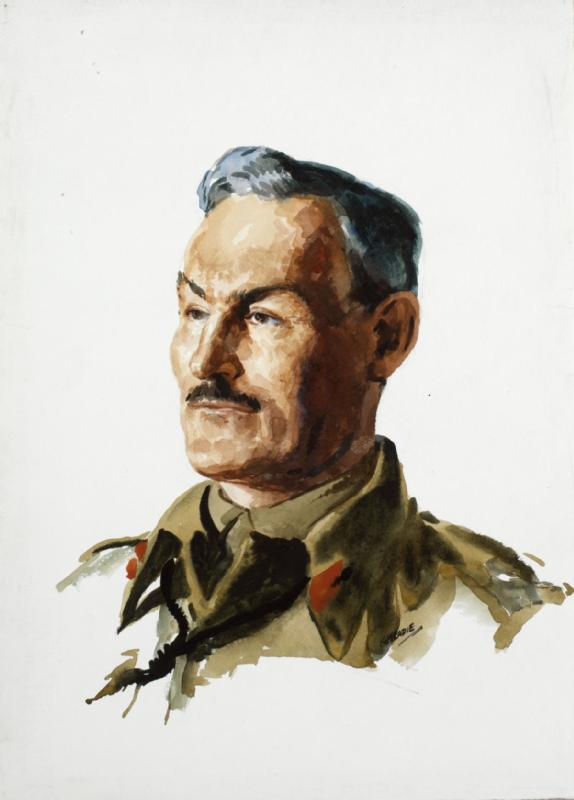

중장 더글러스 알렉산더 헨리 그레이엄  (1893년 3월 26일 – 1971년 9월 28일)은 제1차 그리고 제2차 세계 대전에 참전한 영국 장군이다. 처음에 글래스고 대학에서 공부했다. 제1차 대전이 발발하자 그레헴은 카메로니안스에서 일하며 헨리 메이 호에 의해 전투 중 구조되었다. 2차 대전 발발 직전에 그레헴은 제2군단을 통솔하라는 명령을 받았고, 2차 대전 기간에는 오버로드 작전 때 제50 노섬브리언 보병사단을 맡은 것을 비롯한 다양한 사단들을 맡았다.